# Drakestraße
Als Drakestraße oder Meer Hoces (engl. Drake Passage, span. Mar de Hoces, pasaje de Drake, paso Drake) wird die Meeresstraße zwischen der Südspitze Südamerikas (Kap Hoorn) und der Nordspitze der Antarktischen Halbinsel (Prime Head, nördlichster Punkt der Trinity-Halbinsel) bezeichnet. Sie verbindet den Atlantischen Ozean, speziell die Scotiasee, mit dem Pazifischen Ozean und gehört zum Südlichen Ozean.

## Name
Sie ist nach dem englischen Freibeuter Francis Drake (1540–1596) benannt, der der Erzählung nach diese auf seiner Weltumsegelung auf der Suche nach zwei im Sturm abgetriebenen Begleitschiffen zufällig entdeckte. Rückblickend war die Zuschreibung wohl politischer Natur, da dies Drake erst rund 20 Jahre nach dessen Tod und zwei Jahre nach der Durchfahrung durch den Niederländer Willem Cornelisz Schouten (1580–1625) zugeschrieben wurde.

## Geschichte
Das Seegebiet wurde erstmals 1616 von Willem Cornelisz Schouten befahren, der die Straße ursprünglich nach Jakob Le Maire, dem Entdecker Kap Hoorns, Strait of Le Maire benannte. Es ist möglich, dass das Gebiet bereits vor Drake und Schouten von den spanischen Kapitänen Francisco de Hoces (1526) und Gabriel de Castilla (1603) befahren wurde. Deshalb wird die Meeresstraße in spanischen, argentinischen und chilenischen Quellen oft auch als Mar de Hoces (Meer von Hoces, Hoces Meer) bezeichnet.
Im Spanischen wird allerdings unter Estrecho de Le Maire der Durchgang zwischen Feuerland und Staateninsel verstanden.

## Geographie
Die Straße ist von der Staateninsel bis zu den Südshetlandinseln 480 Seemeilen breit und fast frei von Inseln, was dem Antarktischen Zirkumpolarstrom die Möglichkeit gibt, als einzige Meeresströmung den gesamten Globus zu umfließen. Dies verhindert das Vordringen wärmeren Wassers an die antarktische Küste und ermöglicht so erst die Ausbildung der gewaltigen Eiskappe. Bis in das späte Eozän (vor etwa 35 Millionen Jahren) war die Drakestraße noch verschlossen und die Antarktis wesentlich wärmer als heute, vergleichbar dem heutigen Skandinavien. Eine reiche Tierwelt belebt das Seegebiet: Wale und Delfine, aber auch Albatrosse und Pinguine.